# Morlaix
Morlaix (en bretó Montroulez) és un municipi francès situat al departament de Finisterre i a la regió de Bretanya. L'any 1999 tenia 15.695 habitants.

## Història
En 1342, durant la guerra dels cent anys tingué lloc la batalla de Morlaix.

## Demografia
| 1962                                       | 1968   | 1975   | 1982   | 1990   | 1999   | 2013   |
| ------------------------------------------ | ------ | ------ | ------ | ------ | ------ | ------ |
| 18.866                                     | 19.919 | 19.237 | 18.348 | 16.701 | 15.990 | 15.264 |
| Des de 1962: població sense dobles comptes |        |        |        |        |        |        |

## Administració
| Període      | Identitat                 | Partit | Qualitat |
| ------------ | ------------------------- | ------ | -------- |
| 1971-1989    | Jean-Jacques Cléach       | PS     |          |
| 1989-1995    | Arnaud Cazin d'Honincthun | UDF    |          |
| 1995-1997    | Marylise Lebranchu        | PS     |          |
| 1997-2008    | Michel Le Goff            | PS     |          |
| 2008-        | Agnès Le Brun             | LR     |          |
| a completar. |                           |        |          |

## LLengua
El 27 de juny de 2008 el consell municipal va aprovar la carta Ya d'ar brezhoneg. A l'inici del curs 2007 el 6,1% dels alumnes del municipi eren matriculats a la primària bilingüe.

## Personatges il·lustres
- Jean-Victor Moreau, general de Napoleó.
- Émile Souvestre, escriptor francès.
- Francis Gourvil, escriptor i gramàtic.
- Henri Rol-Tanguy, comunista combatent de les Brigades Internacionals.
- Léon Fleuriot, lingüista.